# Municipalità di Jēkabpils
La municipalità di Jēkabpils (in lettone Jēkabpils novads) è una delle trentasei municipalità della Lettonia. È situata nel sudest del Paese e confina con la Lituania. Il capoluogo è la città di Jēkabpils.
I confini della nuova municipalità, costituita nel 2021, corrispondono a quelli del vecchio distretto di Jēkabpils abolito nel 2009.

## Suddivisione
La municipalità comprende 3 città (Jēkabpils, Aknīste e Viesīte) e 22 parrocchie:
- Aknīste
- Asare
- Atašiene,
- Ābeļi
- Dignāja
- Dunava
- Elkšņi
- Gārsene
- Kalna
- Krustpils
- Kūkas
- Leimaņi
- Mežāre
- Rite
- Rubene
- Sala
- Sauka
- Sēlpils
- Varieši
- Viesīte
- Vīpe
- Zasa